# Wilhelm III. (Weimar)
Wilhelm III. (Wilhelmi Thuringorum pretor; † 16. April 1039) war ab 1003 Graf von Weimar und ab 1022 Graf im Eichsfeld.
Er war jüngster Sohn des Weimarer Grafen Wilhelm II. Nach dessen Tod folgte er in Weimar und gewann noch die Grafenrechte im Eichsfeld hinzu. Damit geriet er in Konflikt mit den Erzbischöfen von Mainz. Mit dem König stand er in bestem Einvernehmen. Von Zeit zu Zeit übernahm er die Wachaufsicht über die Burg Meißen. 1017 lag er mit Gebhard von Querfurt in Streit, den der König zu Allstedt schlichtete. Unter Wilhelm erreichte die Machtstellung des Hauses Weimar innerhalb des thüringischen Raumes ihren Höhepunkt, was auch teilweise durch das Eindringen der Ekkehardiner in das Markgrafengebiet begünstigt wurde.

## Ehen und Kinder
- In erster Ehe war er mit Bertha verheiratet.
- In zweiter Ehe mit Oda (vermutlich Tochter des Markgrafen Thietmar II. von der Lausitz).[1] Sie hatten die Kinder:
  - Wilhelm IV. († 1062); Markgraf von Meißen seit 1046
  - Otto I. († 1067); Graf von Orlamünde
  - Poppo († nach 1046)
  - Aribo († 1070 ermordet)

Oda heiratete nach Wilhelms Tod Dedo II./I., Graf von Wettin und Markgraf der Lausitz.